# Smeerkaas

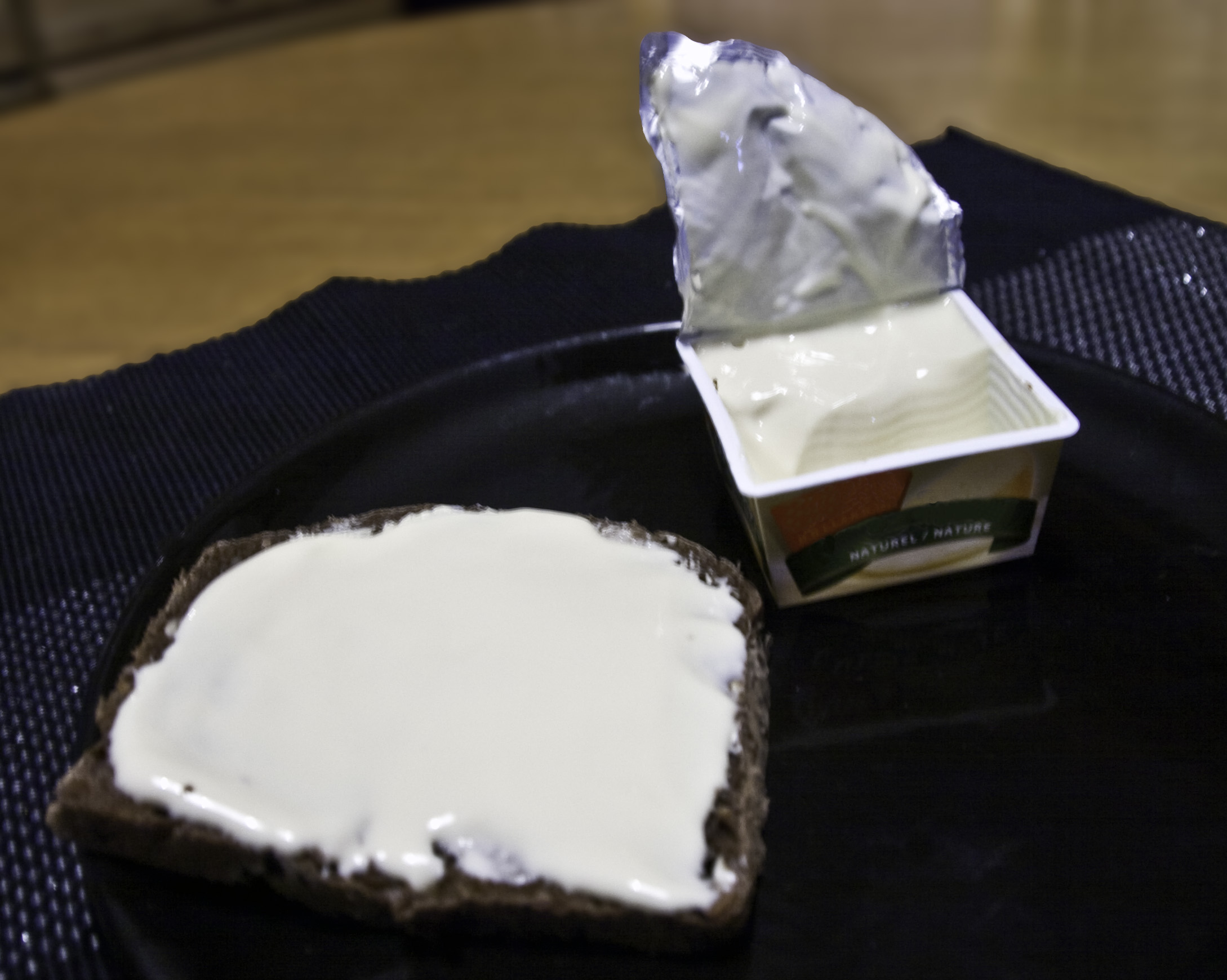
Boterham met smeerkaas.

Smeerkaas is een smeltkaas die vooral als broodbeleg wordt gebruikt. Het wordt bereid uit gesmolten kaas met toevoeging van smeltzout, waardoor het smeerbaar wordt. Roomkaas wordt ook weleens smeerkaas genoemd, omdat het eveneens (min of meer) smeerbaar is.
Smeerkaas is verkrijgbaar in uiteenlopende smaken. Net als bij gewone kaas kunnen er aan smeerkaas andere ingrediënten worden toegevoegd, zoals kruiden of stukjes ham. Koninklijke ERU Kaasfabriek B.V. is een Nederlandse producent van smeerkaas. Een ander voorbeeld is de smeerkaas van La vache qui rit. Deze smeerkaas is al enige decennia op markt. 

## Productie
Smeerkaas wordt bereid door harde kaas te verhitten onder toevoeging van smeltzouten en een kleine hoeveelheid water. Tijdens het verhitten en daardoor het smelten van de kaas zetten deze smeltzouten de kaaseiwitten om in een gedispergeerde vorm. Hierdoor raken het vet en andere bestanddelen homogeen verdeeld, waardoor de kaas smeerbaar blijft. Smeltzouten zijn bijvoorbeeld trinatriumfosfaat (E-nummer E339) en polyfosfaten (E452).